# The Black Adder
För serien i helhet, se Svarte Orm.
The Black Adder är den första serien i BBC:s situationskomediserie Svarte Orm, skriven av Richard Curtis och Rowan Atkinson, regisserad av Martin Shardlow och producerad av John Lloyd. Serien sändes från början på BBC One från den 15 juni 1983 till den 20 juli 1983.
Serien utspelas under 1485 vid slutet av den brittiska medeltiden, samtidigt som Richard III vinner slaget vid Bosworth Field, innan han blir oavsiktligt mördad, och efterträds av Richard IV. Serien följer Richard IV:s utstötte andre son Edmund, som kallar sig själv "Svarta Ormen" (på engelska "The Black Adder") i sina försök att få sin far att tycka om honom och i det sista avsnittet hans försök att själv bli konung.
Serien innehåller en rad olika medeltida frågor i Storbritannien, i en humoristisk väg och ofta otidsenlig - häxkrafter, kungliga efterträdelser, europeiska relationer, korståg och konflikten mellan kronan och kyrkan. Filmningen av serien var väldigt ambitiös, med många skådespelare och mycket utomhusfilmning. Serien innehåller även dialog från William Shakespeare, ofta tillagt för komisk effekt.

## Intrig
The Black Adder utspelar sig under medeltiden och börjar den 21 augusti 1485. Det är kväll under striden om Bosworthfälten, som i serien inte vinns av Henry Tudor, som i verkligheten, utan av Richard III (Peter Cook). Richard III framstår här som en trevlig konung till skillnad från Shakespeares bild av honom där han beskrivs som ett monster och ett svin. 
Efter segern blir Richard III av misstag mördad av Lord Edmund Plantagenet; Richard lånar hans häst i tron att Edmund är en strövare. Edmund känner inte igen konungen och tror att det är en tjuv så han hugger huvudet av honom. Richard III:s brorson Richard IV av England (Brian Blessed) som är Lord Edmund Plantagenets far blir då krönt till just Richard IV. Edmund själv deltog aldrig i striden men påstår sig ha dödat 450 bönder och adelsmän. Men egentligen hade dessa blivit dödade av Harry, Prinsen av Wales
(Robert East) och Edmunds bror.
Kung Richard IV och XII av Skottland och hans drottning Gertrude av Flanders hade två söner:
- Harry, Prins av Wales, Hertig av Rothesay, Kapten för gardet, Lord Warden av Marches, Hertig av Gloucester
- Prins Edmund "Svarta Ormen", Hertig av Edinburgh, Ärkebiskop av Canterbury

Av dessa två var Harry utan tvekan sin fars favorit. Alltså utspelar sig serien under den fiktiva perioden då Richard IV härskade. Prins Edmund börjar kalla sig själv för "The Black Adder" och han skaffar sig två medhjälpare - den korkade Lord Percy Percy, Hertig av Northumberland (Tim McInnerny), och Baldrick (Tony Robinson), en smart tjänare utan status.
I avsnittet Born to be King visar det sig att efter att Harry föddes och innan Edmund föddes, hade drottningen en affär med Donald McAngus. Alltså kan det vara så att Edmund är halvbror till Harry och att han har en annan halvbror Dougal McAngus.
I seriens sista avsnitt skall Edmund, Baldrick och Percy förgifta hela kungafamiljen. Planen misslyckas dock när Edmund, efter att alla dött av det förgiftade vinet, provsmakar vinet och dör även han. Baldrick och Lord Percy rusar in men för sent. Alla är döda och de två idioterna smyger därifrån.

## Produktion
Rowan Atkinson och Richard Curtis kom på idén till Svarte Orm medan de jobbade på Not the Nine O'Clock News. För att undvika jämförelse med TV-serien Pang i bygget, gjorde de om den till en historisk sitcom. Ett pilotavsnitt gjordes år 1983, och en serie med sex avsnitt spelades in kort därefter. Seriens budget var förmodligen hög, med tanke på att de spelade in många utomhusscener, speciellt i Alnwick Castle i Northumberland och i dess omgivning. Serien hade dessutom flera gästskådespelare, samt hästar, och massor av dyra medeltida dräkter. Atkinson fick lida under inspelningarna när de gjorde en osmickrande, medeltida frisyr åt honom. Atkinson berättade om att göra serien: 
| ” | Den första serien var udda, den var väldigt speciell. Det kostade miljontals pund för de sex programmen... vilket var mycket pengar att spendera... Det såg ut att vara fantastiskt, men det var inte alltid så roligt som vi hade velat. | „ |

Richard Curtis erkände under en dokumentär år 2004 att precis innan inspelningen började kom producenten John Lloyd fram till honom tillsammans med Atkinson och frågade hur Edmund var. Curtis förstod att de bara hade skrivit roliga repliker åt honom men inte kommit fram till hur han skulle spelas.

## Avsnitt
Avsnitten, skrivna av Rowan Atkinson och Richard Curtis, sändes från början på BBC One på onsdagskvällar klockan 21.25. Varje avsnitt är cirka 30 minuter.
Varje avsnitt hade medeltida tema, till exempel Rosornas krig, korstågen och konflikten mellan kronan och kyrkan. 
| Titel                      | Svensk översättning           | Sändningsdatum | Intrig i korthet |
| -------------------------- | ----------------------------- | -------------- | --- |
| The Fortelling             | Förutsägelsen                 | 15 juni 1983   | När Rosornas krig når sitt klimax råkar Edmund döda kung Richard III och han blir prins.                                                                                         |
| Born to be King            | Född konung                   | 22 juni 1983   | Edmund söker hämnd på Dougal McAngus när konungen ger denne Edmunds del av Skottland.                                                                                            |
| The Archbishop             | Ärkebiskopen                  | 29 juni 1983   | Med kronan och kyrkan i konflikt bestämmer konungen att Edmund skall bli ärkebiskop av Canterbury.                                                                               |
| The Queen of Spain's Beard | Drottningens av Spanien skägg | 6 juli 1983    | Edmund skall gifta sig med en ful prinsessa från Spanien och gör allt för att stoppa bröllopet.                                                                                  |
| Witchsmeller Pursuivant    | Häxjakten                     | 13 juli 1983   | Edmund, Baldrick och Percy blir anklagade för att vara häxor och blir dömda till döden på bålet.                                                                                 |
| The Black Seal             | Det svarta sigillet           | 20 juli 1983   | När Edmund blir av med alla sina titlar utom en, bestämmer han sig för att bli av med sin far, kungen, och göra sig själv till regent så han söker upp Englands sex ondaste män. |

## Rollsättning
- Rowan Atkinson som Prins Edmund "The Black Adder" Plantagenet
- Tony Robinson som Baldrick
- Brian Blessed som Kung Richard IV av England
- Tim McInnerny som Lord Percy Percy
- Elspet Gray som Drottning Gertrude av Flanders
- Robert East som Harry, Prins av Wales
- Natasha King som Prinsessan Leia av Ungern

I det outsända pilotavsnittet spelades Baldrick av Philip Fox, men ersattes av Tony Robinson i serien. Robinson sade 2003 i en radiodokumentär att han var smickrad av att få rollen, men att han i efterhand fått reda på att de flesta birollsskådespelarna hade erbjudits rollen men tackat nej. Kung Richard IV spelades av John Savident men ersattes av Brian Blessed. Prins Harry spelades av Robert Bathurst men ersattes av Robert East.
Serien gästades också av kända skådespelare som Peter Cook, Miriam Margoyles, Jim Broadbent, Rik Mayall och många andra.
- Peter Cook som Richard III (avsnitt 1)
- Alex Norton som Dougal McAngus (avsnitt 2)
- Miriam Margolyes som Spanish Infanta (avsnitt 4)
- Jim Broadbent som Don Speekenglish (avsnitt 4)
- Frank Finlay som The Witchsmeller Pursuivant (avsnitt 5)
- Patrick Allen som The Hawk (avsnitt 6)
- Rik Mayall som Sig själv eller Mad Gerald (avsnitt 6)

## Karaktärernas utveckling
I den här serien är rollfiguren Blackadder lite annorlunda än de senare versionerna av honom, han är mycket mindre intelligent och mer sliskig än de senare. Karaktären utvecklas under serien, och det sista avsnittet visar lite hur de senare Blackadder-karaktärerna blir, genom att gå runt och förolämpa folk och hitta på egna planer. Denna utveckling börjar sakta efter att han gett sig själv smeknamnet "Black Adder" (efter att han föreslagit "Svarte Grönsaken"). Förmodligen gör en av hans efterlevande om smeknamnet till ett riktigt efternamn, förmodligen innan Blackadder II, eftersom karaktären där heter Edmund Blackadder och för att det inte nämns något om att han kom på att ha det som efternamn. Genom hela första serien blir det ett skämt eftersom Edmunds far, konungen, aldrig kommer ihåg Edmunds namn (han glömmer till och med ibland bort att han har en andra son), så han blir kallad Edwin, Edward, Edgar, Osmond och till och med Edna. Det är enbart i sista avsnittet då Edmund ligger på sin dödsbädd som Richard IV kallar honom för Edmund. Men när Edmund säger, med lite glädje, "Far du kallade mig Edmund" får han detta till svar: "Oj, förlåt jag menade Edgar".
I pilotavsnittet, som har ungefär samma handling som avsnittet Born to be King pratar, beter och klär sig han som de senare Blackadderkaraktärerna, speciellt Lord Blackadder från andra serien, men ingen av teamet bakom serien har förklarat varför han beter sig så annorlunda i The Black Adder. Richard Curtis har berättat att han inte riktigt minns varför men förmodligen därför att när de skrev manuset och skämten så tyckte de att det skulle passa med ett annat beteende.
Bortsett från Blackadder är de enda karaktärerna som återkommer Baldrick och Percy. Percys karaktär har inte speciellt stora ändringar i sig när han medverkar i Blackadder II (den förmodligen största ändringen för honom var nog att han blev lite mer snobbig). Baldrick däremot ändrades till en fullkomlig idiot, i första serien kunde man ju faktiskt kalla honom för listig men det kan man verkligen inte i den andra och de som kom efteråt.

## Titelsekvens och musik
Titelsekvensen består av ett antal korta bilder med Edmund som rider sin häst på olika platser, blandade med bilder av Edmund som gör olika komiska saker (och, för det mesta, en bild av Richard IV tillsammans med Brian Blesseds namn). Eftertexten var en liknande sekvens med Edmund som rider på sin häst och ramlar av den innan han jagar den. All eftertext i den första serien innehöll "med tillagd dialog av William Shakespear och "gjord i glansfylld television".
Serien använde den första versionen av Blackadder-signaturmelodin av Howard Goodall (med undantag för pilotavsnittet som hade ett annat sorts intro). För introt användes ett trumpetsolo ackompanjerat av en orkester. För eftertexten användes det en ironisk, heroisk sångtext sjungen av en från den kungliga orkestern. I det sista avsnittet sjöngs eftertexten av en sopran-pojkkör för att passa in i seriens slut. The Black Adders bakgrundsmusik spelades på orgel och slaginstrument.

## Priser och kritik
Serien vann ett International Academy of Television Arts and Sciences-pris år 1983. Alla fyra Svarte Orm serierna hamnade på andra plats i tävlingen om att vara Storbritanniens bästa sitcom år 2004, med så mycket som 282 106 röster, seriens advokat, Johan Sergeant, var ändå inte nöjd med den första serien, han beskrev den som: "grandios, förvirrande och dyr". På grund av programmets höga kostnader, så skulle inte Michael Grade tillåta att en till serie skulle göras utan stora förändringar, därför skar man ner på kostnaderna och på så sätt tog det tre år innan Blackadder II gjordes.

## Mediatillgänglighet
Hela The Black Adder-serien finns på enskild DVD, i Region 2, med alla 6 avsnitt och har getts ut av BBC Worldwide, och så klart i alla de tre utgivna DVD-boxarna. Serien finns även i Region 1, både i enskild DVD-utgåva samt i box. I september år 1996 släpptes hela den första serien med dess 6 avsnitt på VHS.